# Magdalena Jetelová
Magdalena Jetelová (née à Semily en 1946) est une artiste tchèque spécialisée en photographie, art conceptuel et installations.

## Biographie
Magdalena Jetelová est née en 1946. Au début de la normalisation en Tchécoslovaquie, elle étudie à l'Académie des beaux-arts de Prague. De 1967 à 1968, elle se rend à l'Académie des beaux-arts de Brera où elle étudie auprès du sculpteur et peintre italien Marino Marini.
Le contexte politique de la Tchécoslovaquie communiste rend difficile toute participation à des expositions non sanctionnées par les autorités. Dans les années 1980, elle participe à des projets de land art.
La ville de Munich lui offre une bourse en 1985 ; elle s'installe alors définitivement en Allemagne. Peu avant son départ de Tchécoslovaquie, elle lance un projet de jardins dans le Sud de Prague, qui reste inachevé.
En 1987, elle participe à l'exposition d'art contemporain documenta 8, cette année-là sur le thème de la guerre, de l'utopie et du pouvoir. En 1988, elle expose à Hambourg lors de la Vorsatz 2, organisée par la Galerie Vorsetzen (de).
De 1990 à 2004, elle enseigne à l'Académie des beaux-arts de Düsseldorf (où elle aura notamment Thomas Ruch comme élève), avant de rejoindre celle de Munich, jusqu'en 2012.
Dans les années 1990, peu après la dissolution de la Tchécoslovaquie, elle est consultante au château de Prague et réalise une installation au Belvédère de la reine Anne.
En 2006, l'artiste reçoit le prix Lovis Corinth de la Guilde des artistes d'Esslingen.

## Son œuvre

### Sculpture
Magdalena Jetelová réalise des sculptures monumentales en bois de tables, de chaises, d'escaliers. Ses œuvres sont décrites par Danielle Johnson comme « invitant [les visiteurs] à participer à un monde de contes de fée où ils ne sont eux-mêmes pas plus grand qu'une souris »,.
Plus récemment, elle travaille d'autres matériaux, comme le béton.

### Photographie
Dans les années 1990, Magdalena Jetelová réalise diverses séries de photographies en utilisant un faisceau laser, de façon à placer un faisceau de lumière concentrée dans des paysages désertiques. Ce trait blanc tranche avec la sobriété d'une photo en noir et blanc, sombre, mais laissant apparaître les détails. En 1992, elle illumine et photographie la transition entre les plaques nord-américaine et eurasiatique en Islande formée par la province ignée nord-atlantique. L'une de ses photographies illustre la première de couverture de l'ouvrage « Dark horizons: Science fiction and the dystopian imagination ».
En 1995, elle réalise une série similaire sans laser en projetant des phrases inspirées de l'ouvrage « Bunker Archaeology » de l'urbaniste et essayiste français Paul Virilio sur des bunkers constituant le Mur de l'Atlantique.

### Land art
Magdalena Jetelová s'intéresse dès les années 1980 au land art. Elle est alors connue pour son utilisation de grumes de chêne.
En 1986, elle participe à la création du parcours sculpture de la Forêt de Dean avec l'œuvre Place. Il s'agit de la seule œuvre de l'artiste présent dans l'espace public du Royaume-Uni.
En 2007, un parcours similaire avec le soutien du land de la Rhénanie-du-Nord-Westphalie pour relier les villes de Rothaargebirge et Bad Berleburg ; c'est dans cette dernière que l'artiste crée une sculpture se présentant sous la forme d'un œuf, de couleur dorée, intitulée Was war zuerst?.

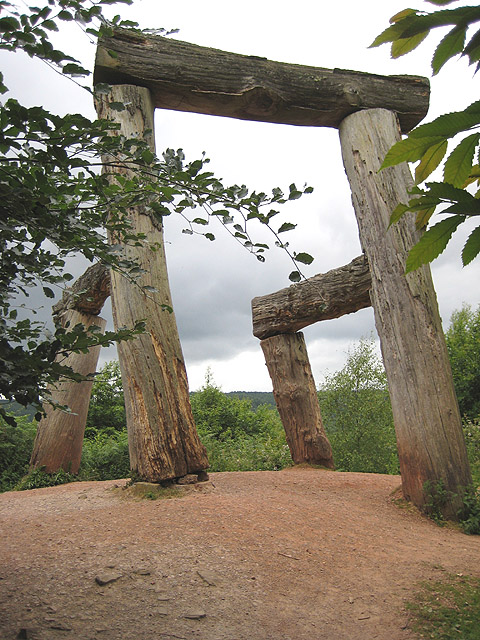
Place (1986)
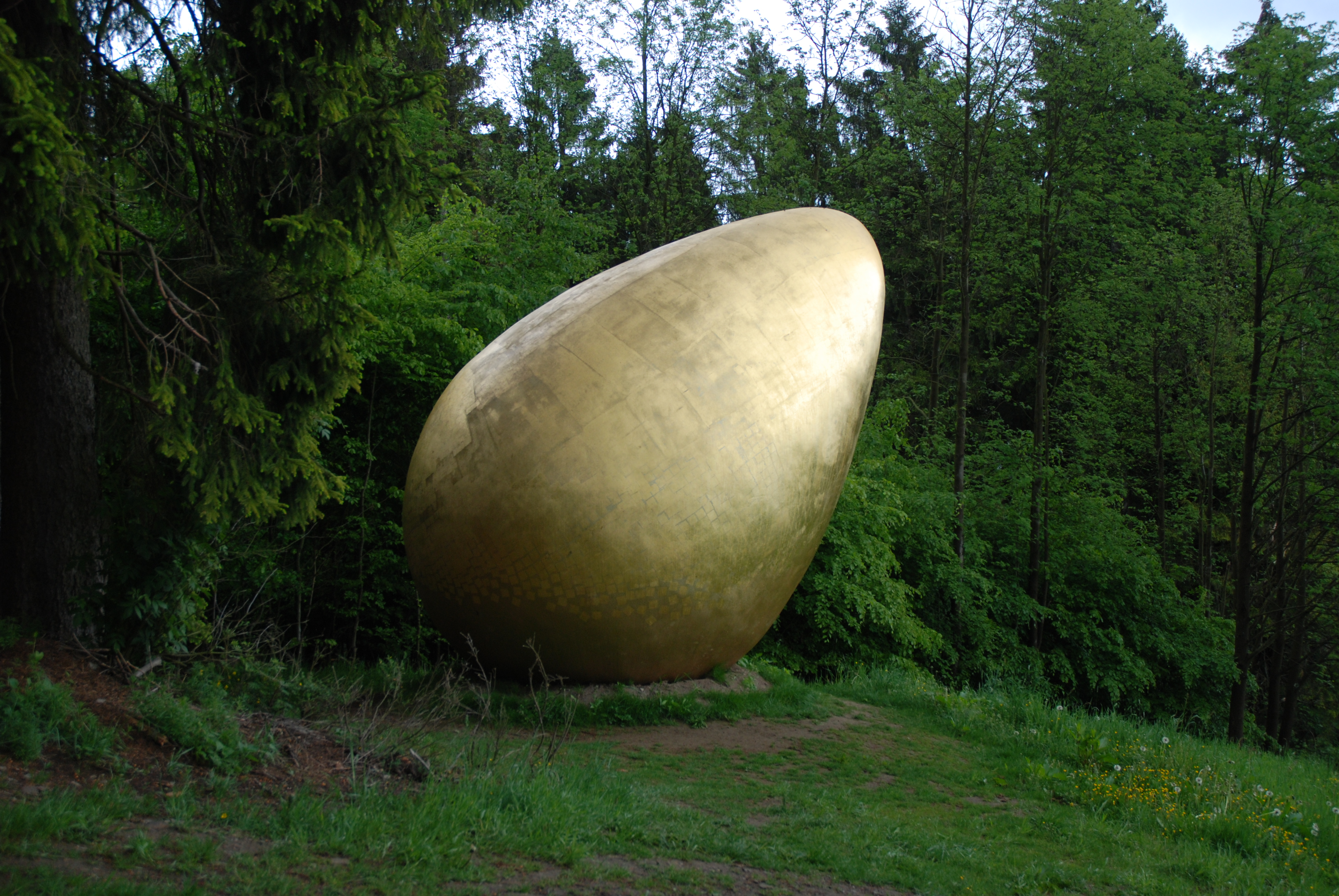
Was war zuerst? (2007)

## Installations

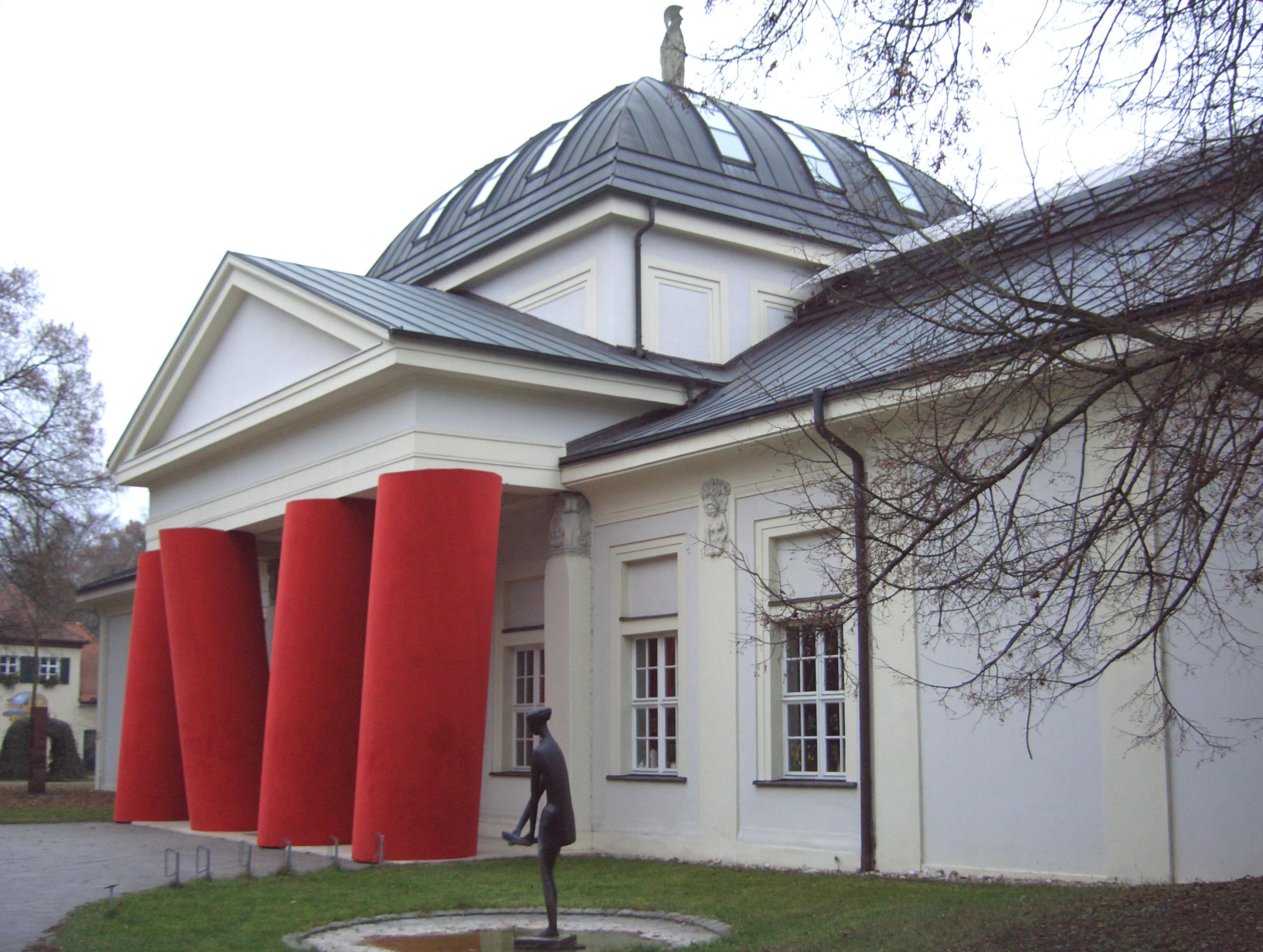
Prozesse und Phänomene des Niedergangs, des Abschieds und der Perspektivlosigkeit, Ostdeutsche Galerie, Ratisbonne, Bavière

Entre 1992 et 1994, l'artiste se spécialise dans des installations de fragments de pyramides, s'insérant dans l'espace d'exposition. Cette installation sera exposée au MAK à Vienne, au musée des arts décoratifs de Berlin, à l'époque situé dans le bâtiment du Martin-Gropius-Bau, au musée national d'art contemporain de Varsovie et à l'IMMA à Dublin.
Si dans Atlantic Wall, la projection lumineuse était le sujet d'une photographie, dans une installation intérieure, Magdalena projette des extraits de textes relatifs aux droits de l'homme sur un mur.
Dans le cadre d'une exposition temporaire à l'Ostdeutsche Galerie de Ratisbonne, elle réalise une installation brisant les colonnes de l'entrée principale, intitulée Prozesse und Phänomene des Niedergangs, des Abschieds und der Perspektivlosigkeit, questionnant le devenir ou le non devenir des villes de l'Est au sein de l'Europe mondialisée. Pour Harold James, ce choix représente une « obsession culture pour le déclin ».

## Récompenses
- 1985 - Prix Philip Morris
- 1986 - Lauréat du concours « Dimension V » de Philip Morris
- 1988 - Prix à Lübeck
- 1989 - Prix Wilhelm Loth (de), prix culturel de la ville de Darmstadt
- 1991 - Prix Max Lütze, Stuttgart
- 1997 - Prix Robert Jacobsen de la Stiftung Würth (de)
- 1999 - Prix Jill Watson, Pittsburgh
- 2006 - Prix Lovis Corinth de la Guilde des artistes d'Esslingen